# Maple Leaf de plata

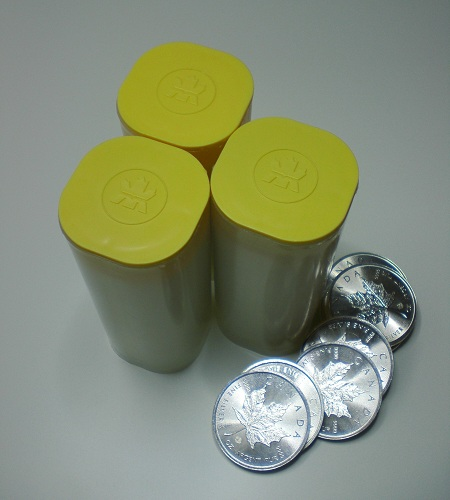
Tres Tubos de 25 Monedas Junto Con Siete Monedas

El "Maple Leaf" De Plata es una moneda canadiense considerada bullion de inversión pero con un gran atractivo para coleccionistas.
Esta moneda es acuñada por el Gobierno Canadiense, esta moneda se viene acuñando desde 1988 con un valor facial de 5 $ dólares canadienses, aunque no es una moneda de curso legal, tiene un valor nominal de 5 dólares canadienses inscrito en ella porque se acuña según los mismos estándares que las monedas circulantes de Canadá.
La inclusión del valor nominal en la moneda tiene más que ver con la tradición y el reconocimiento de la soberanía de la moneda por parte del gobierno canadiense que con su valor real
En el reverso de la moneda figura la típica hoja de arce de Canadá acompañada de la pureza de la moneda "9999" y el peso del metal precioso “Fine Silver 1 Oz Argent Pur”.
En el anverso un busto de Isabel II con la inscripción "Elizabeth II 5 Dollars" y el año de acuñación. Tradicionalmente, el fondo era liso, pero en los últimos modelos se ha incorporado un fondo estriado, así como alguna marca específica para aportar mayor seguridad y evitar falsificaciones.
Estas monedas salen de la Canadian Royal Mint en cajas de 500 unidades, y esas 500 piezas se dividen en 20 en tubos de 25 monedas. La mayoría se destina a la venta para inversores en metales preciosos, pero muchas hacen las delicias de coleccionistas y numismáticos de todo el planeta.
Su pureza de 999.9 hace que sea una de las monedas de plata más puras del mercado.